# Thomas Brudenell-Bruce (1er comte d'Ailesbury)
Thomas Brudenell-Bruce, 1er comte d'Ailesbury (30 avril 1729 - 19 avril 1814), connu sous le nom de Lord Bruce de Tottenham entre 1747 et 1776, est un courtisan britannique.

## Biographie
Né Thomas Brudenell, il est le plus jeune fils de George Brudenell (3e comte de Cardigan) et d'Elizabeth Bruce. Il est le frère cadet de George Montagu (1er duc de Montagu), James Brudenell (5e comte de Cardigan) et de Robert Brudenell. Il fait ses études au Winchester College. En février 1747, à l'âge de 17 ans, il succède à son oncle, Charles Bruce (3e comte d'Ailesbury), en tant que 2e baron Bruce de Tottenham, selon un reliquat spécial des lettres patentes. En 1767, il prend sous licence royale le nom additionnel de Bruce.

## Vie publique
Il est Lord de la chambre du roi George III et brièvement gouverneur, en mai 1776, auprès du prince de Galles et du prince Frederick. En juin 1776, il est créé comte d'Ailesbury (appelé plus tard Aylesbury) dans le comté de Buckingham, renaissance du comté qui s'est éteint à la mort de son oncle. Il est ensuite Lord Lieutenant du Wiltshire de 1780 à 1782, Lord Chambellan auprès de la reine Charlotte de 1780 à 1792 et trésorier de la reine Charlotte de 1792 à 1814. Le 29 novembre 1786, il est fait chevalier de l'ordre du chardon.

## Famille
Lord Ailesbury épouse d'abord le 17 février 1761 Susanna Hoare, fille du banquier Henry Hoare et veuve de Charles Boyle, vicomte Dungarvan ; Henrietta O'Neill, plus tard une poétesse renommée, est sa fille. Ils ont cinq enfants:
- Caroline Anne Brudenell-Bruce (décédée en 1824), décédée non mariée.
- George Brudenell-Bruce, Lord Bruce (1762-1783), est décédé célibataire.
- Frances Elizabeth Brudenell-Bruce (1765-1836), épouse Henry Wright-Wilson, député de St Albans.
- Charles Brudenell-Bruce (1767-1768), décédé en bas âge.
- Charles Brudenell-Bruce (1er marquis d'Ailesbury) (1773-1856).

Susanna, comtesse d'Ailesbury, est décédée le 4 février 1783. Lord Ailesbury se remarie avec Anne Elizabeth Rawdon (1753-1813), fille aînée de John Rawdon (1er comte de Moira), le 14 février 1788. Il n'y a pas d'enfants de ce mariage. Elle est décédée le 8 janvier 1813. Lord Ailesbury meurt à Seamore Place, Mayfair, Londres, en avril 1814, à l'âge de quatre-vingt-quatre ans. Son troisième, mais unique fils survivant, Charles, est créé marquis d'Ailesbury en 1821.